# Eigen (Much)
Eigen ist ein Ortsteil der Gemeinde Much im Rhein-Sieg-Kreis.

## Lage
Eigen liegt auf den Hängen des Bergischen Landes. Nachbarorte sind Hetzenholz im Osten, Weißenportz im Süden und Schwellenbach im Nordwesten. Der Ort ist über die Landesstraße 318 erreichbar.

## Geschichte
Der Ort wurde 1559 erstmals urkundlich erwähnt. 1820 hatte Eigen 25 Bewohner. 1901 hatte der Weiler 28 Einwohner. Hier wohnten die Familien Ackerer Joh. Engelbertz, Ackerin Anna Maria Fielenbach, Ackerer Peter Josef Fielenbach, Stellmacher Joh. Heuser, Ackerer Daniel Krumm und Ackerin Witwe Peter Egbert Stockhausen.
Im Zweiten Weltkrieg stürzte bei Eigen ein Flugzeug ab.